# Буаредон
Буаредо́н (фр. Boisredon) — коммуна во Франции, находится в регионе Пуату — Шаранта. Департамент коммуны — Шаранта Приморская. Входит в состав кантона Мирамбо. Округ коммуны — Жонзак.
Код INSEE коммуны — 17052.

## Население
Население коммуны на 2010 год составляло 684 человека.
| 1962 | 1968 | 1975 | 1982 | 1990 | 1999 | 2010 |
| ---- | ---- | ---- | ---- | ---- | ---- | ---- |
| 772  | 685  | 644  | 656  | 603  | 599  | 684  |

## Экономика
В 2010 году среди 428 человек трудоспособного возраста (15—64 лет) 306 были экономически активными, 122 — неактивными (показатель активности — 71,5 %, в 1999 году было 65,0 %). Из 306 активных жителей работали 266 человек (143 мужчины и 123 женщины), безработных было 40 (21 мужчина и 19 женщин). Среди 122 неактивных 25 человек были учениками или студентами, 53 — пенсионерами, 44 были неактивными по другим причинам.